# Ermita de Santa Ana (Chiclana de la Frontera)
La ermita de Santa Ana de Chiclana de la Frontera (España) se alza en la parte más alta de la ciudad, sobre el cerro de su mismo nombre.
Responde a un proyecto del arquitecto gaditano Torcuato Cayón de la Vega, y su construcción se lleva a cabo entre los años 1772 y 1774, previamente tuvo que ser derribado un molino de viento que existía en su lugar y hubo de hacerse con el permiso de las autoridades militares, ya que el lugar era fundamental como punto de observación estratégico, como ha quedado constancia a lo largo de la historia de la comarca.
Se debe su construcción a la iniciativa de los hermanos Francisco de Paula y José Manjón y su última gran remodelación data de agosto de 1990, dirigida por los arquitectos Miguel Suárez Cantón y José Antonio Galindo Rialto. Con un costo total de 16.943.024 pesetas dónde se repusieron las solerías, se restauraron las vigas y alfarjías, se integró la vivienda del guarda con el conjunto, además de enfocar y pintar tanto fachadas como interior. La gran obra, que se prolongó por 16 meses, incluyó la instalación de un sistema de alumbrado exterior (por valor de 2.500.000 pesetas) y la urbanización del cerro, con un presupuesto adicional de 14 millones de pesetas.
Se concibe como una singular capilla de planta centrada a la cual se superpone exteriormente un pórtico poligonal de ocho lados iguales donde se abren tres huecos de medio punto sobre pilastras en cada frente, el central siempre mayor que los laterales. Se cubre con una bóveda semiesférica sobre un pequeño tambor donde se incluyen cuatro huecos circulares para la iluminación interior de la capilla. Arranca de una amplia grada en su frente principal abierto a la ciudad de Chiclana y a la bahía de Cádiz. Presenta sobre la cúpula un remate superior que aumenta la vistosidad y elegancia de esta singular construcción cuya imagen recuerda a antiguos modelos bizantinos e hispanorromanos y cuya silueta puede divisarse desde muchos kilómetros a la redonda por fuera de la ciudad.
De estilo Mozárabe aunque de la época del Neoclásico. En su interior, alberga un pequeño altar situado a eje con su puerta de entrada, donde se ubica, en el interior de una hornacina, una escultura representativa de Santa Ana con la Virgen niña, icono de la religión católica ampliamente venerado. Obra de escultor genovés afincado en Cádiz: Domingo Giscardi.
Está abierta al público todos los martes y el 26 de julio, festividad de Santa Ana.